# Stazione di Karasuma
La stazione di Karasuma (烏丸駅?, Karasuma-eki) è una stazione ferroviaria delle Ferrovie Hankyū situata a Kyoto, nel quartiere di Shimogyō-ku, nel centro della città. La stazione è la penultima prima del capolinea di Kawaramachi e tutti i treni in servizio vi fermano. La stazione è collegata direttamente alla stazione di Shijō, dove passa la linea Karasuma della metropolitana di Kyoto, e da un lungo tunnel alla stessa stazione di Kawaramachi. La galleria passa sotto un'importante arteria stradale e lungo il percorso sono presenti diverse uscite in superficie.

## Linee
- Ferrovie Hankyū
  - ■ Linea principale Hankyū Kyōto